# بوريس بلياكوف
بوريس بلياكوف (مواليد 1927) هو مبارز بالسيف من الاتحاد السوفيتي، مثّل بلاده في الألعاب الأولمبية الصيفية 1952.

## روابط خارجية
بوريس بلياكوف على موقع أوليمبيديا (الإنجليزية)